# Crescentia alata
Crescentia alata är en katalpaväxtart som beskrevs av Carl Sigismund Kunth. Crescentia alata ingår i släktet Crescentia och familjen katalpaväxter. Inga underarter finns listade i Catalogue of Life.

## Bildgalleri

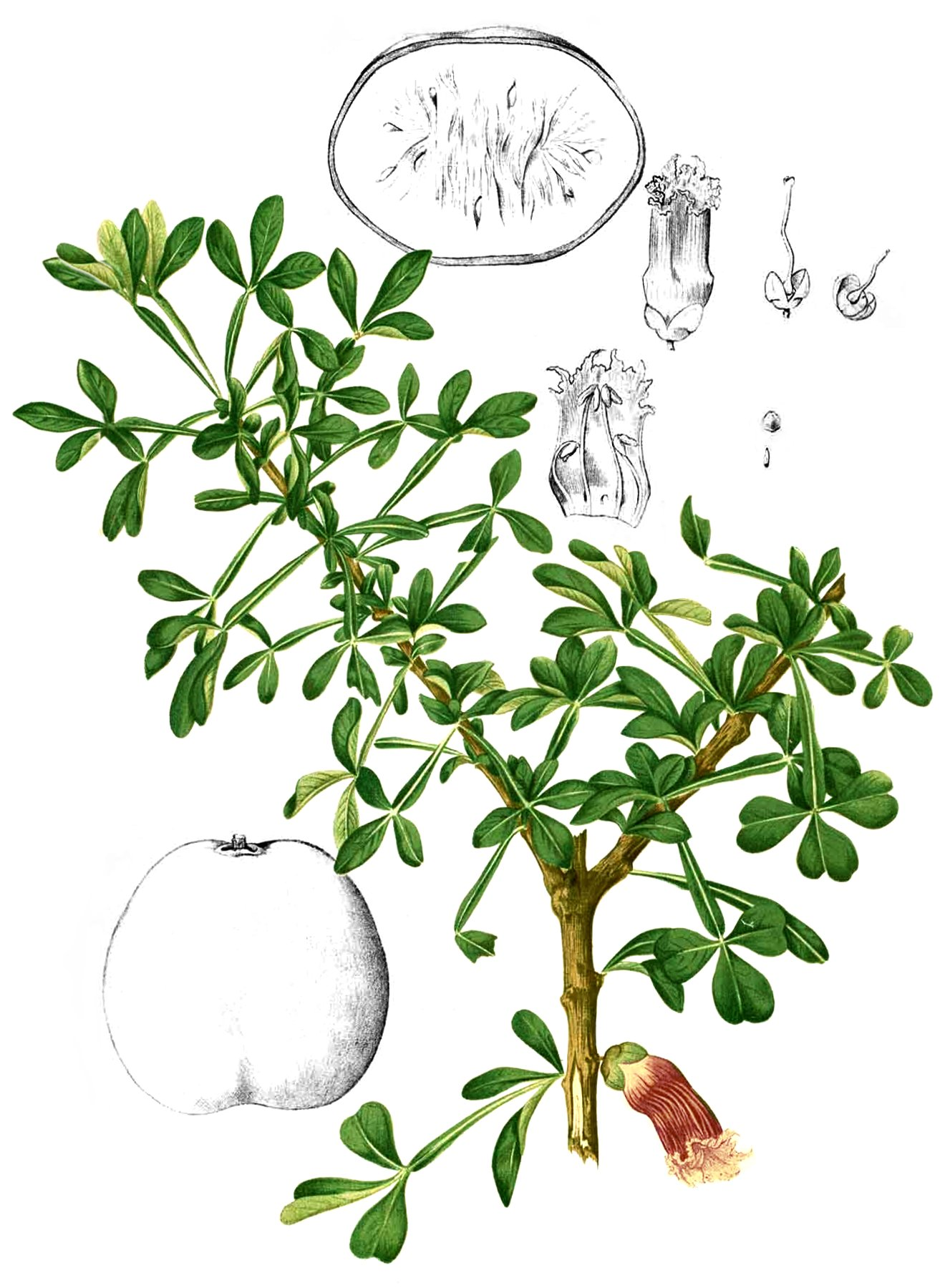